# Edmílson
José Edmílson Gomes de Moraes (Taquaritinga, São Paulo, 10 de julio de 1976), conocido deportivamente como Edmílson, es un exfutbolista italo-brasileño que fue profesional entre 1994 y 2011. Jugaba de centrocampista y también como defensa. Es uno de los pocos jugadores que ha obtenido la Liga de Campeones de la UEFA y la  Copa Mundial de Fútbol.

## Trayectoria
Empezó su andadura en el fútbol en el São Paulo F. C. Con este club consiguió ganar una Liga, una Copa Conmebol y dos Recopas Sudamericanas.
En 2000 fichó por el Olympique de Lyon. Debutó en la Ligue 1 el 6 de septiembre de 2000 en el partido Saint-Etienne-Lyon (2-2). En su segundo año en este equipo se proclamó campeón de la Liga francesa, siendo este un título especial, ya que fue el primer título de Liga de la historia del Olympique de Lyon. En este club permaneció cuatro temporadas en las que ganó dos títulos de Liga más y tres Supercopas de Francia. Durante su estancia en el Olympique sufrió una lesión que le impidió jugar unos meses.
En 2004 ingresó en las filas del F. C. Barcelona. Debutó en la Primera división española el 19 de septiembre de 2004 en el partido Atlético de Madrid-F. C. Barcelona (1-1). En su primera temporada en su nuevo club ganó la Liga española habiendo jugado únicamente durante la primera parte de temporada debido a una lesión que se produjo al inicio de la segunda.
Con el F. C. Barcelona, en el verano de 2005 ganó la Supercopa de España, y a finales de temporada se proclamó Campeón de Europa, y por segundo año consecutivo también de Liga.
En 2007 el jugador fue considerado transferible, pero sufrió una lesión de ligamentos en la rodilla que le mantendría de baja 6 meses, cuando ya había finalizado la temporada.
El 30 de junio de 2008 acabó contrato con el F. C. Barcelona, por lo que el día 23 de mayo en una rueda de prensa tras el entrenamiento anunciaba su marcha del conjunto catalán. Horas más tarde se confirmó su fichaje por el Villarreal C. F.
El 21 de enero de 2009 se oficializó su fichaje por el Palmeiras. Durante la temporada 2009-10 jugó en las filas del Real Zaragoza, donde llegó el 31 de enero de 2010 en el mercado de invierno por 5 meses con opción a un año más, acabando su contrato el 30 de junio de 2011, por lo que fichó por el Ceará SC de Brasil.
Recién empezado el año 2012, decidió colgar las botas.

## Selección nacional
Fue internacional con la selección de fútbol de Brasil en 39 ocasiones. Su debut como internacional se produjo el 18 de julio de 2000 en el partido Paraguay-Brasil (2-1).
Participó con la selección brasileña en la Copa Mundial de Fútbol de 2002, disputando seis encuentros contra Turquía, Costa Rica, Bélgica, Inglaterra, Turquía (semifinales) y Alemania. En este campeonato, Edmílson marcó un gol en el partido contra los costarricenses. 
También fue incluido en la lista de 23 jugadores que disputarían el Mundial de Alemania 2006, pero una inoportuna lesión de menisco en su ya maltrecha rodilla, lo obligó a retirarse de la concentración brasileña días antes del inicio de la competición.

### Participaciones en Copas del Mundo
| Copa              | Sede                | Resultado | Partidos | Goles |
| ----------------- | ------------------- | --------- | -------- | ----- |
| Copa Mundial 2002 | Corea del Sur Japón | Campeón   | 6        | 1     |

### Participaciones en Copa Confederaciones
| Copa                      | Sede                | Resultado    | Partidos | Goles |
| ------------------------- | ------------------- | ------------ | -------- | ----- |
| Copa Confederaciones 2001 | Corea del Sur Japón | Cuarto lugar | 5        | 0     |

## Estadísticas

### Clubes
| Club | Div.          | Temporada     | Liga  | Liga  | Liga estatal(1) | Liga estatal(1) | Copas nacionales(2) | Copas nacionales(2) | Copa de la Liga(3) | Copa de la Liga(3) | Torneos internacionales(4) | Torneos internacionales(4) | Otros(5) | Otros(5) | Total | Total |
| Club | Div.          | Temporada     | Part. | Goles | Part.           | Goles           | Part.               | Goles               | Part.              | Goles              | Part.                      | Goles                      | Part.    | Goles    | Part. | Goles |
| --- | ------------- | ------------- | ----- | ----- | --------------- | --------------- | ------------------- | ------------------- | ------------------ | ------------------ | -------------------------- | -------------------------- | -------- | -------- | ----- | ----- |
| São Paulo F. C. · Brasil | 1.ª           | 1995          | 7     | 0     | —               | —               | —                   | —                   | —                  | —                  | —                          | —                          | —        | —        | 7     | 0     |
| São Paulo F. C. · Brasil | 1.ª           | 1996          | 15    | 0     | 23              | 2               | 3                   | 0                   | —                  | —                  | 5                          | 1                          | —        | —        | 46    | 3     |
| São Paulo F. C. · Brasil | 1.ª           | 1997          | 21    | 1     | 16              | 1               | 1                   | 0                   | —                  | —                  | 10                         | 1                          | —        | —        | 48    | 3     |
| São Paulo F. C. · Brasil | 1.ª           | 1998          | 11    | 0     | 7               | 1               | 5                   | 0                   | —                  | —                  | 4                          | 2                          | 7        | 0        | 34    | 3     |
| São Paulo F. C. · Brasil | 1.ª           | 1999          | 14    | 2     | 18              | 2               | 4                   | 0                   | —                  | —                  | 3                          | 0                          | 9        | 3        | 48    | 7     |
| São Paulo F. C. · Brasil | 1.ª           | 2000          | —     | —     | 20              | 1               | 11                  | 0                   | —                  | —                  | 2                          | 0                          | 13       | 2        | 46    | 3     |
| São Paulo F. C. · Brasil | Total club    | Total club    | 68    | 3     | 84              | 7               | 24                  | 0                   | —                  | —                  | 24                         | 4                          | 29       | 5        | 229   | 19    |
| Olympique de Lyon Francia | 1.ª           | 2000-01       | 24    | 1     | —               | —               | 3                   | 0                   | 3                  | 1                  | 11                         | 1                          | —        | —        | 41    | 3     |
| Olympique de Lyon Francia | 1.ª           | 2001-02       | 18    | 0     | —               | —               | 1                   | 0                   | 2                  | 0                  | 8                          | 0                          | —        | —        | 29    | 0     |
| Olympique de Lyon Francia | 1.ª           | 2002-03       | 26    | 0     | —               | —               | 1                   | 0                   | 2                  | 0                  | 7                          | 0                          | —        | —        | 36    | 0     |
| Olympique de Lyon Francia | 1.ª           | 2003-04       | 36    | 2     | —               | —               | 3                   | 0                   | 1                  | 0                  | 10                         | 0                          | 1        | 0        | 51    | 2     |
| Olympique de Lyon Francia | Total club    | Total club    | 104   | 3     | —               | —               | 8                   | 0                   | 8                  | 1                  | 36                         | 1                          | 1        | 0        | 157   | 5     |
| F. C. Barcelona · España | 1.ª           | 2004-05       | 6     | 0     | —               | —               | 0                   | 0                   | —                  | —                  | 1                          | 0                          | —        | —        | 7     | 0     |
| F. C. Barcelona · España | 1.ª           | 2005-06       | 28    | 0     | —               | —               | 2                   | 0                   | —                  | —                  | 9                          | 0                          | 2        | 0        | 41    | 0     |
| F. C. Barcelona · España | 1.ª           | 2006-07       | 26    | 0     | —               | —               | 5                   | 0                   | —                  | —                  | 2                          | 0                          | —        | —        | 33    | 0     |
| F. C. Barcelona · España | 1.ª           | 2007-08       | 11    | 0     | —               | —               | 3                   | 0                   | —                  | —                  | 1                          | 0                          | —        | —        | 15    | 0     |
| F. C. Barcelona · España | Total club    | Total club    | 71    | 0     | —               | —               | 10                  | 0                   | —                  | —                  | 13                         | 0                          | 2        | 0        | 96    | 0     |
| Villarreal C. F. · España | 1.ª           | 2008-09       | 6     | 0     | —               | —               | 2                   | 0                   | —                  | —                  | 4                          | 0                          | —        | —        | 12    | 0     |
| S. E. Palmeiras · Brasil | 1.ª           | 2009          | 22    | 0     | 7               | 2               | —                   | —                   | —                  | —                  | 6                          | 2                          | —        | —        | 35    | 4     |
| Real Zaragoza · España | 1.ª           | 2009-10       | 17    | 0     | —               | —               | 0                   | 0                   | —                  | —                  | —                          | —                          | —        | —        | 17    | 0     |
| Real Zaragoza · España | 1.ª           | 2010-11       | 12    | 1     | —               | —               | 2                   | 0                   | —                  | —                  | —                          | —                          | —        | —        | 14    | 1     |
| Real Zaragoza · España | Total club    | Total club    | 29    | 1     | —               | —               | 2                   | 0                   | —                  | —                  | —                          | —                          | —        | —        | 31    | 1     |
| Ceará S. C. · Brasil | 1.ª           | 2011          | 11    | 2     | —               | —               | 0                   | 0                   | —                  | —                  | 1                          | 0                          | —        | —        | 12    | 1     |
| Total carrera | Total carrera | Total carrera | 311   | 9     | 91              | 9               | 46                  | 0                   | 8                  | 1                  | 84                         | 7                          | 32       | 5        | 572   | 31    |
| (1) Incluye datos del Campeonato Paulista. (2) Incluye datos de la Copa de Brasil, Copa de Francia y Copa del Rey. (3) Incluye datos de la Copa de la Liga de Francia. (4) Incluye datos de la Copa Máster, Copa de Oro, Supercopa Sudamericana, Copa Mercosur, Liga de Campeones, Copa de la UEFA, Copa Libertadores y Copa Sudamericana. (5) Incluye datos del Torneo Río-São Paulo, Copa João Havelange, Supercopa de Francia y Supercopa de España. |               |               |       |       |                 |                 |                     |                     |                    |                    |                            |                            |          |          |       |       |

## Palmarés

### Títulos regionales
| Título              | Club            | Estado    | Año  |
| ------------------- | --------------- | --------- | ---- |
| Campeonato Paulista | São Paulo F. C. | São Paulo | 1998 |
| Campeonato Paulista | São Paulo F. C. | São Paulo | 2000 |

### Campeonatos nacionales
| Título               | Club              | País    | Año  |
| -------------------- | ----------------- | ------- | ---- |
| Copa de la Liga      | Olympique de Lyon | Francia | 2001 |
| Division 1           | Olympique de Lyon | Francia | 2002 |
| Supercopa de Francia | Olympique de Lyon | Francia | 2002 |
| Ligue 1              | Olympique de Lyon | Francia | 2003 |
| Supercopa de Francia | Olympique de Lyon | Francia | 2003 |
| Ligue 1              | Olympique de Lyon | Francia | 2004 |
| Campeonato de Liga   | F. C. Barcelona   | España  | 2005 |
| Supercopa de España  | F. C. Barcelona   | España  | 2005 |
| Campeonato de Liga   | F. C. Barcelona   | España  | 2006 |
| Supercopa de España  | F. C. Barcelona   | España  | 2006 |

### Campeonatos internacionales
| Título                  | Club                | Sede                | Año  |
| ----------------------- | ------------------- | ------------------- | ---- |
| Recopa Sudamericana     | São Paulo F. C.     | Kōbe                | 1994 |
| Copa Conmebol           | São Paulo F. C.     | Montevideo          | 1994 |
| Copa Máster de Conmebol | São Paulo F. C.     | Cuiabá              | 1996 |
| Copa Mundial de Fútbol  | Selección de Brasil | Corea del Sur Japón | 2002 |
| Liga de Campeones       | F. C. Barcelona     | París               | 2006 |